# Cotinusa simoni
Cotinusa simoni là một loài nhện trong họ Salticidae.
Loài này thuộc chi Cotinusa. Cotinusa simoni được Arthur Merton Chickering miêu tả năm 1946.